# Test de Graham
El test de Graham es una prueba utilizada para detectar enterobiasis, mediante la identificación microscópica de sus huevos, aprovechando que las hembras adultas migran en la noche a través del ano hasta la zona perineal a depositarlos .

## Procedimiento
Se trata de un examen no rutinario, ya que dentro de la parasitología es una prueba especial que consiste en colocar una tira adhesiva de papel de celofán, de unos 20 mm de ancho, en el extremo de un depresor de madera o de un porta, de tal forma que la zona engomada quede hacia el exterior y que a cada lado del extremo queden unos 5 cm de tira adhesiva. Para realizar la prueba se debe colocar la tira sobre la región anal y perianal del paciente y luego extenderla sobre un portaobjetos, de manera que la zona engomada quede adherida al mismo. Seguidamente, observar al microscopio con pocos aumentos (10X). La toma debe hacerse por la mañana, antes de que el paciente se asee o defeque. Para facilitar la observación microscópica, entre el celofán y el portaobjetos puede colocarse una gota de lugol o de xilol.